# Бхаратпур (княжество)
Княжество Бхаратпур — туземное княжество Британской Индии, существовавшее в XVIII—XX веках.
На начало XX столетия, Бхартпур (Bhartpur) британское вассальное государство в восточной части Раджпутане Ост-Индия. Вассальное государство имело площадь 5 133 квадратных километра, и на 1907 год в нём проживало 626 000 жителей обоего полу. Главный город Бхартпур, на 1905 год в нём проживало 43 000 жителей обоего полу, а на 1907 год — 44 000.

## История
Бхаратпуром правил джатский клан Синсинвар. Долгое время представители клана Синсинвар были обычными разбойниками с большой дороги. Основателем княжества считается Бриджх, живший во времена Великого Могола Аурангзеба; он погиб, защищая Синсини от имперских войск, посланных, чтобы покарать его. Чураман — седьмой сын Бриджха — стал господином джатов Синсини и Тхуна (соседней деревни), построил там форты и, объединившись с Кхен Карамом — джатом из клана Согария — так разграбил местность в районе Дели и Агры, что города оказались практически изолированными. Император Фарук Сийяр предпочёл замириться с ним, дав ему владения и титул. Чураман стал игроком большой политики, и в 1722 году был отравлен. Ему наследовал сын Мохкам Сингх, который вскоре был свергнут двоюродным братом Бадан Сингхом. Бадан Сингх был объявлен раджой Дига на условиях уплаты дани Дели, и 1722 год считается годом основания джатского княжества. Бадан Сингх прожил до 1755 года, но вскоре после объявления раджой он передал бразды правления в руки своего способного сына Сурадж Мала. В 1733 году Сурадж Мал захватил у Кхем Карана Бхаратпур (сам Кхем Карам был при этом убит). В 1753 году он разграбил Дели, в следующем году отбил атаку имперских и джайпурских сил, а затем разбил Холкаров. Вершиной его завоеваний стало взятие Агры в 1761 году. Сурадж Мал погиб в 1763 году, но его дело продолжил старший сын Джахавир Сингх, который правил из Агры, сидя прямо на чёрном мраморном троне Джахангира. Там он и был убит в 1768 году.
После смерти Джахавир Сингха звезда джатов начала закатываться; у них начали отбирать куски владений маратхи (чья звезда наоборот восходила) и раджпуты из княжества Алвар, а правящую семью раздирали споры о престолонаследии. В 1770 году маратхский махараджа Махаджи Шинде решил восстановить власть маратхов на севере Индостана. Сначала он в феврале 1770 года победил в битве при реке Нармаде армию Бхаратпура, где правил махараджа Ратан Сингх. 6 апреля 1770 г. Махаджи нанёс Ратан Сингху окончательное поражение. В 1771 году Махаджи Шинде изгнал джатов с земель к востоку от Джамны. Наджаф-хан в 1774 году отбил Агру, а к 1775 лишил джатов почти всех их владений, оставив им лишь окрестности Бхаратпура. В 1784 году Шинде, действуя формально от имени Шах Алама II, конфисковали полностью Бхаратпурские территории, но в 1785 году, после личной просьбы престарелой вдовы правителя джатов, ей были возвращены Бхаратпур и Диг. После этого новый джатский правитель Раджит Сингх связал свою судьбу с Шинде, и в 1795 году был вознаграждён увеличением подчинённых территорий.
В начале XIX века маратхи боролись с британцами за власть над Индией. В сентябре 1803 года представители Раджит Сингха встретились с Джерардом Лейком и заключили союзный договор, Бхаратпурский контингент помог британцам взять Агру и участвовал в сражении при Ласвари, за что Раджит Сингх получил дополнительные земли. Однако когда в 1804 году разразилась война между британцами и Холкарами, Раджит Сингх, на свою беду, стал союзником Джасвант Рао Холкара. В ноябре 1804 года разбитые маратхские войска укрылись в бхаратпурском форте Диг, который был взят британцами 23 декабря. Затем началась осада Бхаратпура, и в итоге Раджит Сингх запросил мира. 17 апреля 1805 года был подписан договор, в соответствии с которым Бхаратпур лишился земель, полученных в 1803 году, а также был вынужден заплатить контрибуцию.
В том же году Раджит Сингх умер, и у него осталось два сына. После смерти второго из них в борьбу за престол оказались вовлечены как соседние княжества, так и британские резиденты. В итоге в 1826 году с помощью британских войск на трон был возведён малолетний Балвант Сингх, делами при котором, фактически, заправлял британский агент. Впоследствии княжество следовало британской политике в Индии; с 1889 года оно содержало воинский контингент (сначала — пехоту и кавалерию, впоследствии — транспортные подразделения), который использовался в интересах обороны Индийской империи.
После раздела Британской Индии княжество Бхаратпур в 1948 году объединилось с рядом других княжеств в Соединённые государства Матсьи.

## Список правителей
- 1695—1721 Чураман
- 1721—1722 Мокхам Сингх
- 1722—1755 Бадан Сингх
- 1755—1763 Сурадж Мал
- 1763—1768 Джахавир Сингх
- 1768—1771 Ратан Сингх
- 1771—1776 Кешри Сингх
  - 1771—1776 Навал Сингх, регент
- 1776—1805 Ранджит Сингх
- 1805—1823 Рандхир Сингх
- 1823—1825 Балдео Сингх
- 1825—1826 Дурджан Сал, узурпатор
- 1826—1853 Балвант Сингх
- 1853—1893 Джашвант Сингх
- 1893—1900 Рам Сингх
- 1900—1929 Кишан Сингх
- 1929—1949 Вриджендра Сингх